# 茶藝樂園
茶藝樂園（The Best Tea House）於1988年成立，是香港著名的茶莊商號之一。 在香港、中國大陸及加拿大銷售及創立中國茶藝課程。

## 歷史
- 1988年，陳國義是「茶藝樂園」創辦人，在香港九龍創立「茶藝樂園」。
- 1991年，「茶藝樂園」在香港開設中國茶藝課程。
- 1992年，「茶藝樂園」創辦人擔任香港電台第一台「茶藝世界」節目主持人。
- 1993年，「茶藝樂園」拍制香港錄影帶中國名茶沖泡法。
- 1994年，「茶藝樂園」於中國大陸創立「茶藝樂園」在國內培訓第一批優質全女班農科大專級茶藝師。

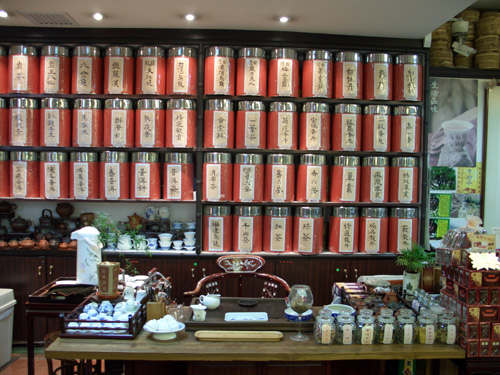
茶藝樂園九龍總店

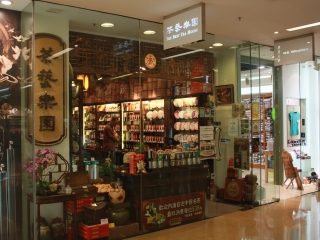
茶藝樂園太古城店

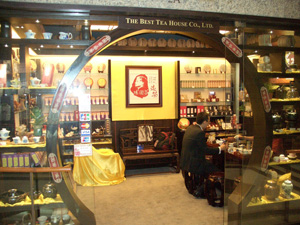
茶藝樂園中環店

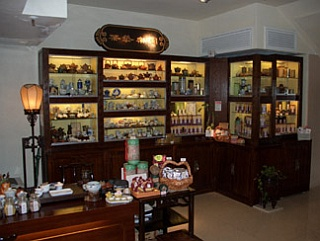
茶藝樂園香港仔店

- 1996年，「茶藝樂園」於加拿大溫哥華成立「茶藝樂園」「The Best Tea House」海外分店，在加拿大開設中國茶藝課程 。
- 2004年，「茶藝樂園」創辦人於香港電台第一台設計二十六集為長者作空中茶藝課程講座及擔任節目主持人。
- 2008年，「茶藝樂園」創辦人於香港大學校外進第一台設計二十六集為長者作空中茶藝課程講座及擔任節目主持。[1]
- 2007年，「茶藝樂園」制作自家普洱茶青餅，未經渥堆發酵的普洱茶。
- 2010年，「茶藝樂園」制作五谷豐收普洱茶青餅，榮獲香港會議展覽中心舉辦香港國際茶展普洱茶最高品質美譽。
- 2011年，「茶藝樂園」制作五谷豐收普洱茶青餅，榮獲香港會議展覽中心舉辦香港國際茶展普洱茶黑茶組第一名[2]。「茶藝樂園」於中國大陸另成立「干倉之味」，在廣州塔開設中國旗艦店，以「乾倉之味」為在中國大陸的商標。
- 2013年，「茶藝樂園」創辦人應邀東週刊《財智名人》專訪[3]

## 外部連結
- 茶藝樂園 （页面存档备份，存于）
- 干倉之味 （页面存档备份，存于）
- 茶藝樂園加拿大 （页面存档备份，存于）